# هارتس رنج
هارتس رنج (به انگلیسی: Harts Range) شهرکی واقع در ایالت قلمرو شمالی در استرالیاست. این شهرک در ۲۱۵ کیلومتری (۱۳۴ مایلی) شمال شرق آلیس اسپرینگز واقع شده است.